# Drapeau de l'oblast d'Ivanovo
Le drapeau de l'oblast de Ivanovo (en russe : Флаг Ивановской области) est l'un des symboles de l'oblast de Voronej, l'un des sujets fédéraux de Russie. Il a été adopté le 3 mars 1998.

## Description
La loi de l'oblast d'Ivanovo relative à son blason et à son drapeau le décrit ainsi :

« Le drapeau de l'oblast d'Ivanovo est un tissu rectangulaire divisé en deux champs égaux : le gauche est rouge, le droit est azur, traversé en bas par trois étroits rubans argentés. Au centre de la face avant du tissu, au-dessus des rubans argentés, se trouvent les armoiries de l'oblast d'Ivanovo. Les couleurs principales du drapeau de la région reprennent les couleurs et le métal du champ héraldique du bouclier de ses armoiries. Le rapport entre la largeur du drapeau et sa longueur est de 2:3. »

## Symbolisme

### Éléments
- Les trois lignes ondulées de couleur argent symbolisent la Volga.
- Le blason au centre du drapeau est celui des armoiries de l'oblast d'Ivanovo.